# Prężyna
Prężyna (dodatkowa nazwa w j. niem. Groß Pramsen, cz. Prudina) – wieś w Polsce, położona w województwie opolskim, w powiecie prudnickim, w gminie Biała. Historycznie leży na Górnym Śląsku, na ziemi prudnickiej. Położona jest na terenie Wysoczyzny Bialskiej, będącej częścią Niziny Śląskiej. Przepływa przez nią rzeka Biała.
W latach 1975–1998 miejscowość należała administracyjnie do ówczesnego województwa opolskiego.
Według danych na 2011 wieś była zamieszkana przez 315 osób.

## Geografia

### Położenie
Wieś jest położona w południowo-zachodniej Polsce, w województwie opolskim, około 6,5 km od granicy z Czechami, na Wysoczyźnie Bialskiej, tuż przy granicy gminy Biała z gminą Lubrza. Należy do Euroregionu Pradziad. Przez granice administracyjne wsi przepływa rzeka Biała. Leży na terenie Nadleśnictwa Prudnik (obręb Prudnik).

### Środowisko naturalne
W Prężynie panuje klimat umiarkowany ciepły. Średnia temperatura roczna wynosi +8,1 °C. Duże zróżnicowanie dotyczy termicznych pór roku. Średnie roczne opady atmosferyczne w rejonie Prężyny wynoszą 623 mm. Dominują wiatry zachodnie.

## Nazwa
Wieś wzmiankowana w 1223 pod nazwą Pransina (wieś wydłużona, kręta). Niemiecki nauczyciel Heinrich Adamy w swoim dziele o nazwach miejscowości na Śląsku wydanym w 1888 roku we Wrocławiu wymienia nazwę wsi zanotowaną jako Prendzyna podając jej znaczenie „Flussschnelle”, czyli „szybki prąd rzeki”. W znaczeniu tym nazwa wywodzi się więc od prędkości prądu przepływającego przez miejscowość potoku.
W 1295 w kronice łacińskiej Liber fundationis episcopatus Vratislaviensis (pol. Księga uposażeń biskupstwa wrocławskiego) miejscowość wymieniona jest jako wieś lokowana na prawie polskim iure polonico – Pramsina; we fragmencie Pramsina solvitur decima more polonico.
W alfabetycznym spisie miejscowości na terenie Śląska wydanym w 1830 roku we Wrocławiu przez Johanna Knie miejscowość występuje pod polską nazwą Wielka Pransina oraz niemiecką Groß Pramsen Topograficzny opis Górnego Śląska z 1865 roku notuje wieś pod polską nazwą Wielka Pręzyna, a także niemiecką Gross Pramsen we fragmencie: „Gross Pramsen (1379 Pramsin major, 1534 Gross-Prusin, polnisch Wielka Pręzyna)”. W Spisie miejscowości województwa śląsko-dąbrowskiego łącznie z obszarem ziem odzyskanych Śląska Opolskiego wydanym w Katowicach w 1946 wieś wymieniona jest pod polską nazwą Prążyna. W opracowanej w 1971 przez Powiatowy Inspektorat Statystyczny w Prudniku Statystycznej charakterystyce miejscowości w gromadach powiatu prudnickiego, miejscowość została wymieniona pod nazwą Prężyna.
W historycznych dokumentach nazwę miejscowości wzmiankowano w różnych językach oraz formach: das Dorf Pransina (1233), Pramsina (ok. 1300), Pramsyn (1327), zu Pramsin (1333), majus Pramspsyn ... Groß Pramsin (1384), Pramsin (1447), Groß Pramsen (1500), Gross Prusin (1534), Prambsen (1604), Pramsen ... ex villa Magno Pramsen (1679), ex Maiori Pramsen (1680), Magno Pramsenis ... Gros-Prombssen vulgo Magna-Pranzena (1687/88), Groß Prambsen (1743), Gr. Prambsen, P. Wielka Prandzena (1736), Pramsen Groß (1784), Pramsen, Groß, Wielka Prężyna (1845), Prężyna Wielka, Pramsin Gross (1888), Pramsen, Prążyna (1900), Prążyna – Gross Pramsen (1939).

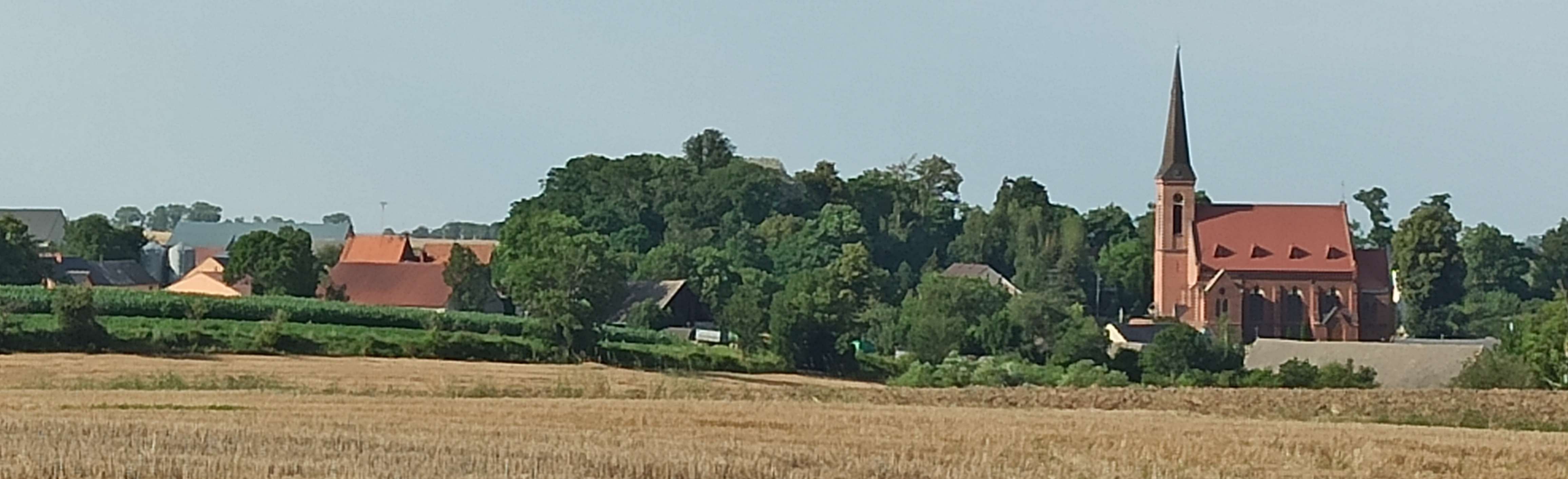
Panorama Prężyny od strony południowej

## Historia

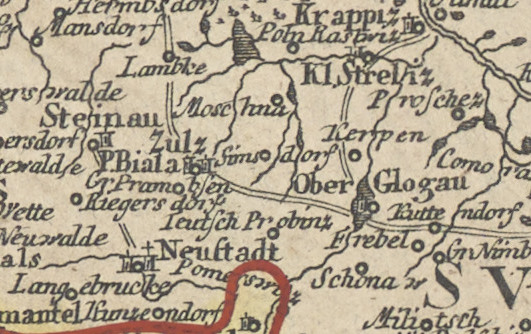
Prężyna (Gr Pramsen) wśród miejscowości ziemi prudnickiej na mapie z 1747

Ślady pobytu człowieka na terenie obecnej wsi Prężyna, potwierdzone badaniami archeologicznymi, sięgają epoki wczesnego neolitu (4400–3500 p.n.e.). Odnaleziono siekiery, młotki, motyki, skrobaki wykonane z kamienia gładzonego.
Prężyna jest jedną z najstarszych wsi w gminie Biała. Dokumenty archiwalne datują powstanie Prężyny na rok 1223. Wieś wzmiankowana była po raz pierwszy w 1233 roku w testamencie Jana Sybocica. Prężyna wraz z Białą były najbardziej oddalonymi punktami księstwa opolskiego w odniesieniu do Moraw (pobliski Prudnik oraz Lubrza znajdowały się już na Morawach). Pierwszy kościół pod wezwaniem świętych Piotra i Pawła został ufundowany przez biskupa wrocławskiego Tomasza I 13 czerwca 1233. W 1532 Prężyna była podzielona między dwóch włąścicieli: Jana Stolcza z Gostomi i Jansa Scholza.

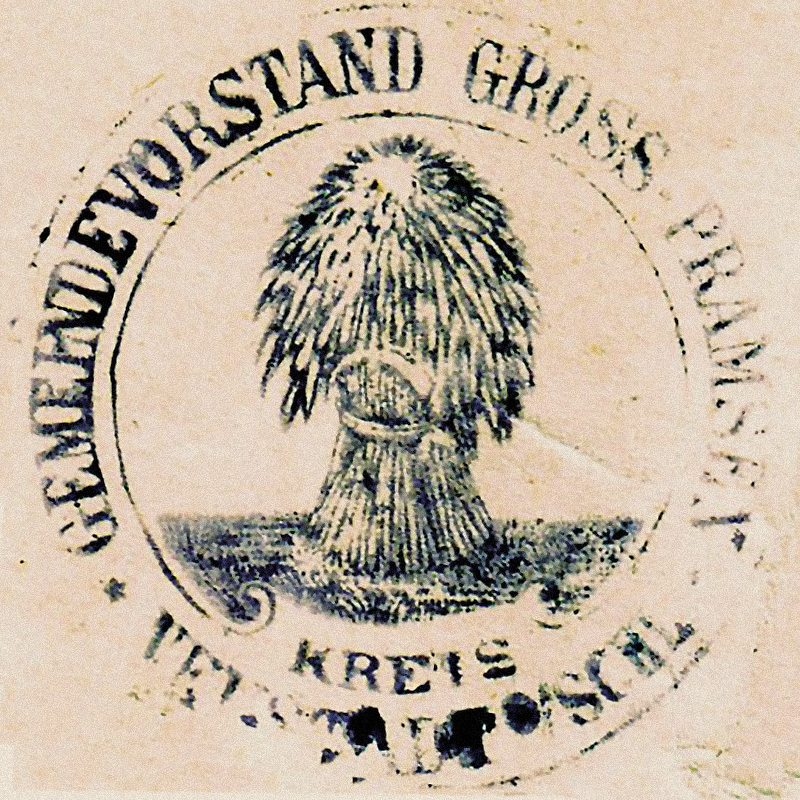
Pieczęć Prężyny (1912)

Do 1742 wieś należała do powiatu sądowego bialskiego w Monarchii Habsburgów. Po I wojnie śląskiej znalazła się w granicach Królestwa Prus i weszła w skład powiatu prudnickiego w prowincji Śląsk. W marcu 1746 w Prężynie rozlokowano kompanię pułku kirasjerów Friedricha Leopolda von Gessler.
W XIX wieku w Prężynie funkcjonował młyn wodny. Wieś posiadała swoją własną pieczęć, która przedstawiała w polu snop zboża, a w otoku napis: GROS PRAMSNER: GEM: S: / NEYSTAETER CREYS (pol. Gmina Prężyna / Powiat Prudnicki). W latach 1888–1889 wzniesiony został nowy kościół św. Jakuba Apostoła.

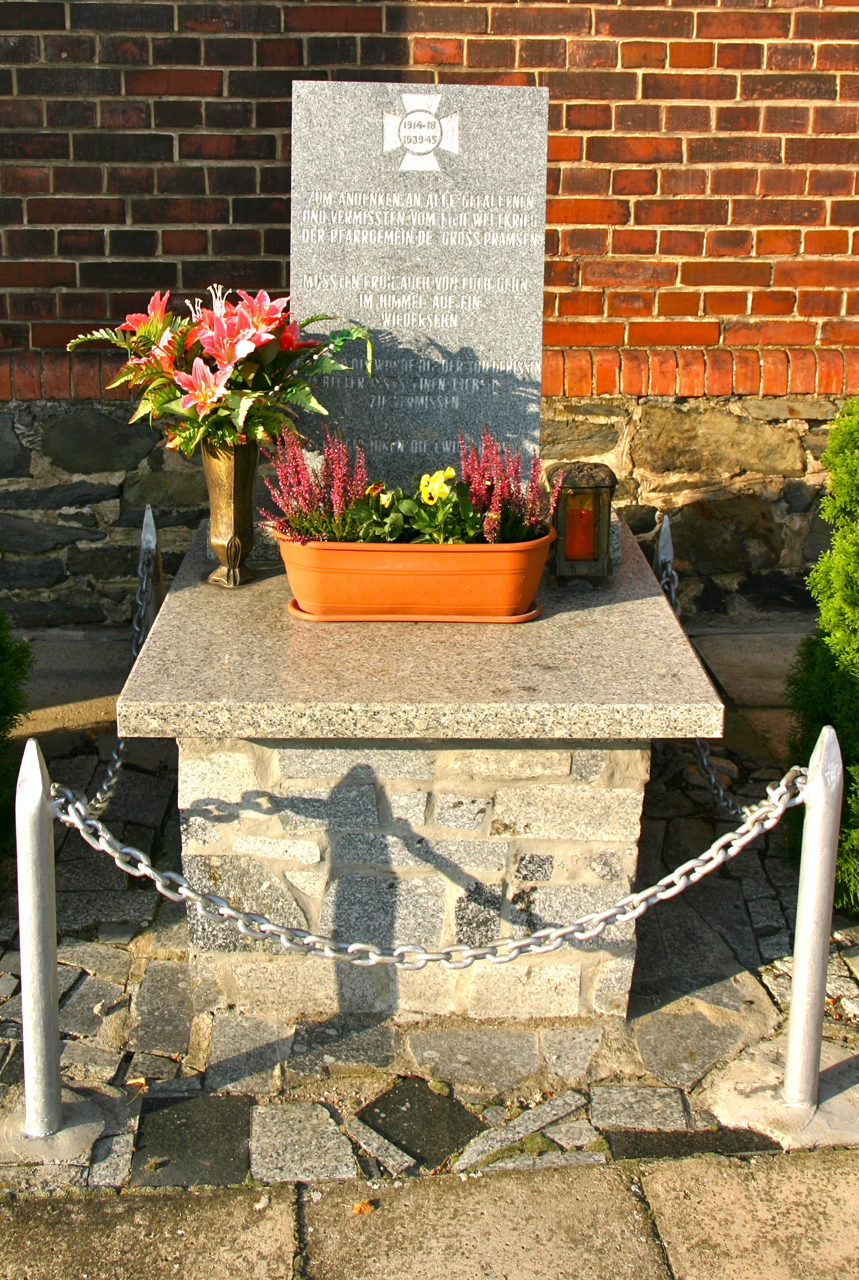
Pomnik poległych w I i II wojnie światowej

W 1909 założono w Prężynie jednostkę ochotniczej straży pożarnej. Pierwotna remiza-strażnica usytuowana była w pobliżu kościoła. Według spisu ludności z 1 grudnia 1910, na 613 mieszkańców Prężyny 40 posługiwało się językiem niemieckim, 497 językiem polskim, a 76 było dwujęzycznych. W wyborach parlamentarnych w Republice Weimarskiej w 1919 najwięcej głosów w Prężynie zdobyli chrześcijańscy demokraci. W 1921 w zasięgu plebiscytu na Górnym Śląsku znalazła się tylko część powiatu prudnickiego. Prężyna znalazła się po stronie zachodniej, poza terenem plebiscytowym.

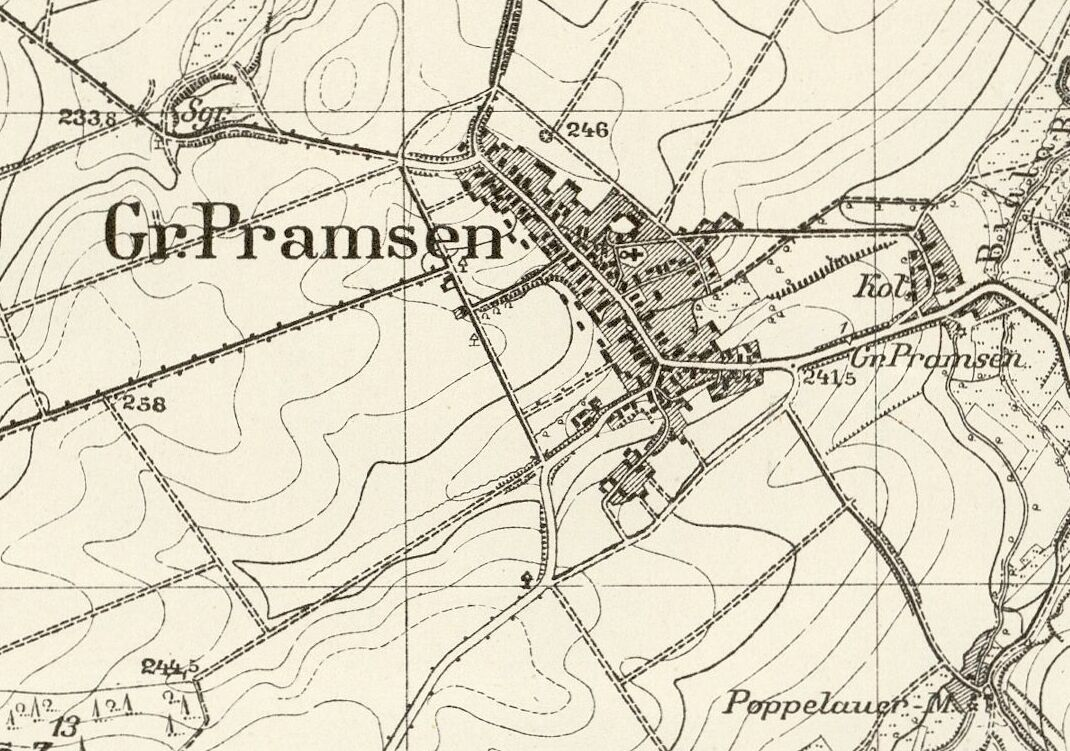
Prężyna na mapie z 1930

W okresie walk o Prudnik w kwietniu i maju 1945 Rosjanie tymczasowo ewakuowali przez Prężynę do Strzeleczek niemieckich i polskich mieszkańców Prudnika i okolicznych wsi. Cywile z Racławiczek, Smolarni, Dziedzic, Ścigowa i okolic byli wykorzystywani przez Sowietów do budowy okopów w rejonie Prężyny od marca do maja 1945. Na terenie wsi zachowały się dwa miejsca, w których widoczne są okopy. Pierwsze z nich znajduje się po zachodniej stronie wsi, na pagórku nazywanym „Ciōmrowy Poly”, a drugie – przy granicy Prężyny ze Śmiczem.
Po II wojnie światowej, od marca do maja 1945 powiat prudnicki znajdował się pod kontrolą radzieckiej komendantury wojskowej. 11 maja 1945 polska administracja przejęła władzę cywilną w powiecie prudnickim. Mieszkańcom Prężyny, posługującym się dialektem śląskim bądź znającym język polski, pozwolono pozostać we wsi po otrzymaniu polskiego obywatelstwa. W Prężynie osiedliła się rodzina Gołębiowskich z Podkarpacia. Sołtysem wsi został Franciszek Gołębiowski.
W latach 1945–1950 Prężyna należała do województwa śląskiego, a od 1950 do województwa opolskiego. W latach 1945–1954 wieś należała do gminy Śmicz, w latach 1954–1961 do gromady Prężynka, a w latach 1961–1972 do gromady Ligota Bialska.
W 1949 we wsi znajdowały się między innymi: szkoła podstawowa prowadzona przez Inspektorat Szkolny w Prudniku, kotlarz, szewc. W 1973 w czynie społecznym na obrzeżach wsi zbudowano nową remizę strażacką. W Prężynie powstał pomnik upamiętniający mieszkańców wsi, którzy zginęli podczas I i II wojny światowej. W 2001 Prężyna przystąpiła do Programu Odnowy Wsi Opolskiej.
Podczas powodzi we wrześniu 2024 Prężynie doszło do podtopień.

### Przynależność państwowa i administracyjna
| Okres     |                                                                                | Państwo                           | Zwierzchnictwo                    | Jednostka administracyjna                                                |
| --------- | ------------------------------------------------------------------------------ | --------------------------------- | --------------------------------- | ------------------------------------------------------------------------ |
| 1223–1281 |                                                                                | Księstwo opolsko-raciborskie      | Księstwo opolsko-raciborskie      | księstwo opolskie                                                        |
| 1281–1313 |                                                                                | Księstwo opolskie                 | Księstwo opolskie                 |                                                                          |
| 1313–1382 |                                                                                | Księstwo niemodlińskie            | Księstwo niemodlińskie            |                                                                          |
| 1382–1424 |                                                                                | Księstwo niemodlińsko-strzeleckie | Księstwo niemodlińsko-strzeleckie |                                                                          |
| 1424–1460 |                                                                                | Księstwo głogówecko-prudnickie    | Księstwo głogówecko-prudnickie    |                                                                          |
| 1460–1521 |                                                                                | Księstwo opolskie                 | Księstwo opolskie                 |                                                                          |
| 1521–1532 |                                                                                | Księstwo opolsko-raciborskie      | Księstwo opolsko-raciborskie      | księstwo opolskie                                                        |
| 1532–1742 | Monarchia Habsburgów                                                           | Monarchia Habsburgów              | Święte Cesarstwo Rzymskie         | księstwo opolsko-raciborskie, powiat sądowy bialski                      |
| 1742–1806 |                                                                                | Królestwo Prus                    | Święte Cesarstwo Rzymskie         | kamera wrocławska, departament wrocławski, powiat prudnicki              |
| 1806–1815 |                                                                                | Królestwo Prus                    | Królestwo Prus                    | kamera wrocławska, departament wrocławski, powiat prudnicki              |
| 1815–1871 | prowincja Śląsk, rejencja opolska, powiat prudnicki                            | Królestwo Prus                    | Królestwo Prus                    |                                                                          |
| 1871–1918 | Cesarstwo Niemieckie                                                           | Cesarstwo Niemieckie              | Cesarstwo Niemieckie              | Królestwo Prus, prowincja Śląsk, rejencja opolska, powiat prudnicki      |
| 1918–1919 |                                                                                | Republika Weimarska               | Republika Weimarska               | Wolne Państwo Prusy, prowincja Śląsk, rejencja opolska, powiat prudnicki |
| 1919–1933 | Wolne Państwo Prusy, prowincja Górny Śląsk, rejencja opolska, powiat prudnicki | Republika Weimarska               | Republika Weimarska               |                                                                          |
| 1933–1938 | Wolne Państwo Prusy, prowincja Górny Śląsk, rejencja opolska, powiat prudnicki | III Rzesza                        | III Rzesza                        | III Rzesza                                                               |
| 1938–1941 | Wolne Państwo Prusy, prowincja Śląsk, rejencja opolska, powiat prudnicki       | III Rzesza                        | III Rzesza                        | III Rzesza                                                               |
| 1941–1945 | Wolne Państwo Prusy, prowincja Górny Śląsk, rejencja opolska, powiat prudnicki | III Rzesza                        | III Rzesza                        | III Rzesza                                                               |
| 1945–1946 |                                                                                | Rzeczpospolita Polska             | Rzeczpospolita Polska             | Okręg I (Śląsk Opolski)                                                  |
| 1946–1950 | województwo śląskie, powiat prudnicki, gmina Śmicz                             | Rzeczpospolita Polska             | Rzeczpospolita Polska             |                                                                          |
| 1950–1952 | województwo opolskie, powiat prudnicki, gmina Śmicz                            | Rzeczpospolita Polska             | Rzeczpospolita Polska             |                                                                          |
| 1952–1954 | województwo opolskie, powiat prudnicki, gmina Śmicz                            |                                   | Polska Rzeczpospolita Ludowa      | Polska Rzeczpospolita Ludowa                                             |
| 1954–1961 | województwo opolskie, powiat prudnicki, gromada Prężynka                       |                                   | Polska Rzeczpospolita Ludowa      | Polska Rzeczpospolita Ludowa                                             |
| 1961–1973 | województwo opolskie, powiat prudnicki, gromada Ligota Bialska                 |                                   | Polska Rzeczpospolita Ludowa      | Polska Rzeczpospolita Ludowa                                             |
| 1973–1975 | województwo opolskie, powiat prudnicki, gmina Biała                            |                                   | Polska Rzeczpospolita Ludowa      | Polska Rzeczpospolita Ludowa                                             |
| 1975–1989 | województwo opolskie, gmina Biała                                              |                                   | Polska Rzeczpospolita Ludowa      | Polska Rzeczpospolita Ludowa                                             |
| 1989–1998 | województwo opolskie, gmina Biała                                              | Polska                            | Rzeczpospolita Polska             | Rzeczpospolita Polska                                                    |
| od 1999   | województwo opolskie, powiat prudnicki, gmina Biała                            | Polska                            | Rzeczpospolita Polska             | Rzeczpospolita Polska                                                    |

## Mieszkańcy

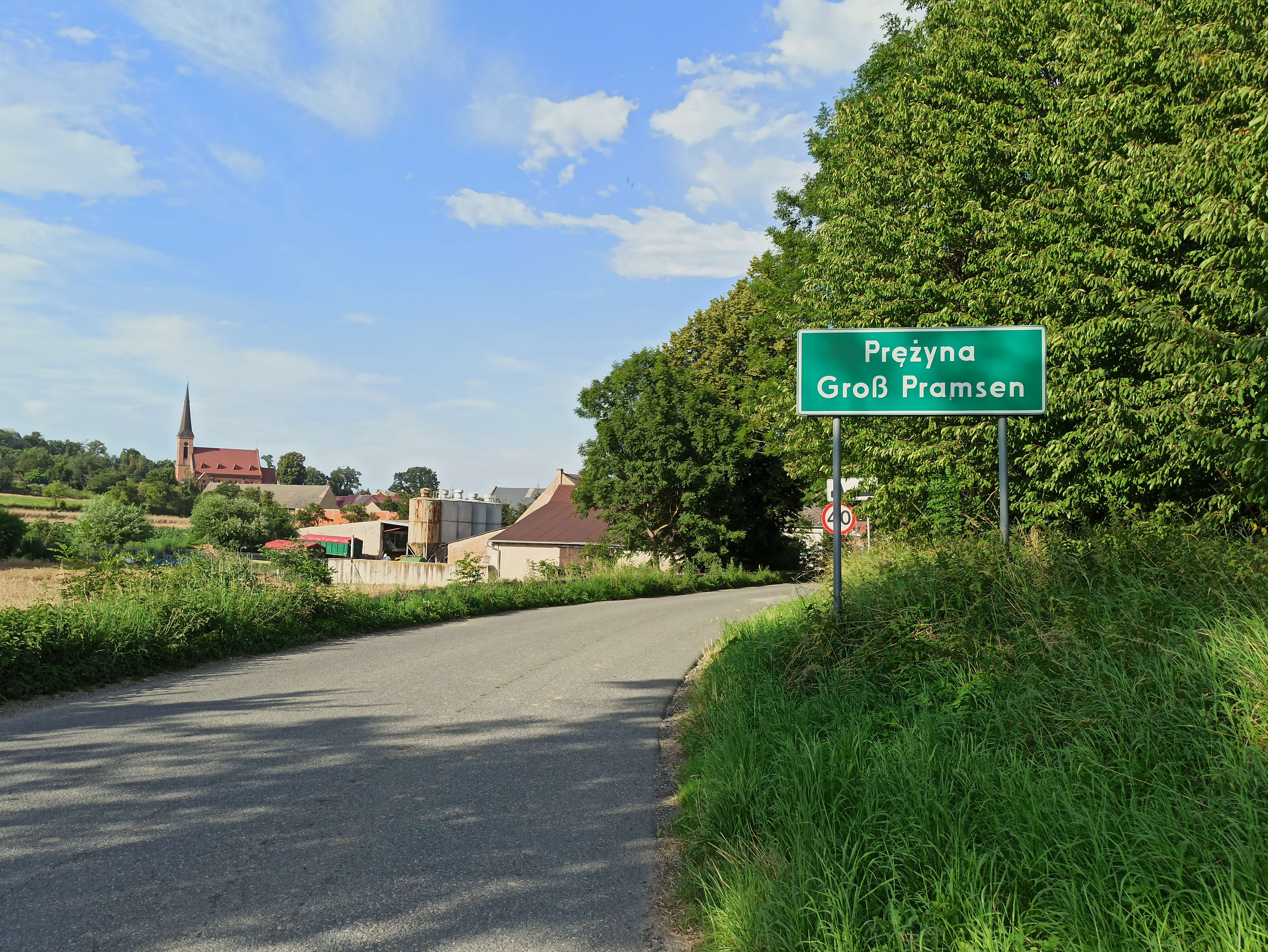
Tablica z podwójną nazwą przed wjazdem do Prężyny od strony Prudnika

Miejscowość zamieszkiwana jest przez mniejszość niemiecką oraz Ślązaków. Mieszkańcy wsi posługują się gwarą prudnicką, będącą odmianą dialektu śląskiego.

### Liczba mieszkańców wsi
- 1871 – 606[43]
- 1885 – 615[44]
- 1905 – 629[45]
- 1910 – 613[29]
- 1933 – 659[46]
- 1939 – 628[46]
- 1966 – 501[47]
- 1998 – 366[48]
- 2002 – 355[48]
- 2009 – 325[48]
- 2011 – 315[48]
- 2013 – 299[49]

## Zabytki
Do wojewódzkiego rejestru zabytków wpisane są:
- kościół par. pw. św. Jakuba Starszego, z 1300 r., l. 1888-1889
- kapliczki przydrożne, przy domach nr 27, nr 32 z XIX w., wypisane z księgi rejestru
- dom nr 36 (nie istnieje)
- studnia przy domu nr 13, z poł. XIX w. (nie istnieje)

Zgodnie z gminną ewidencją zabytków w Prężynie chronione są ponadto:
- kaplica kostnica
- kapliczka przy domu 36
- kapliczka przy domu nr 39a
- cmentarz katolicki, przykościelny

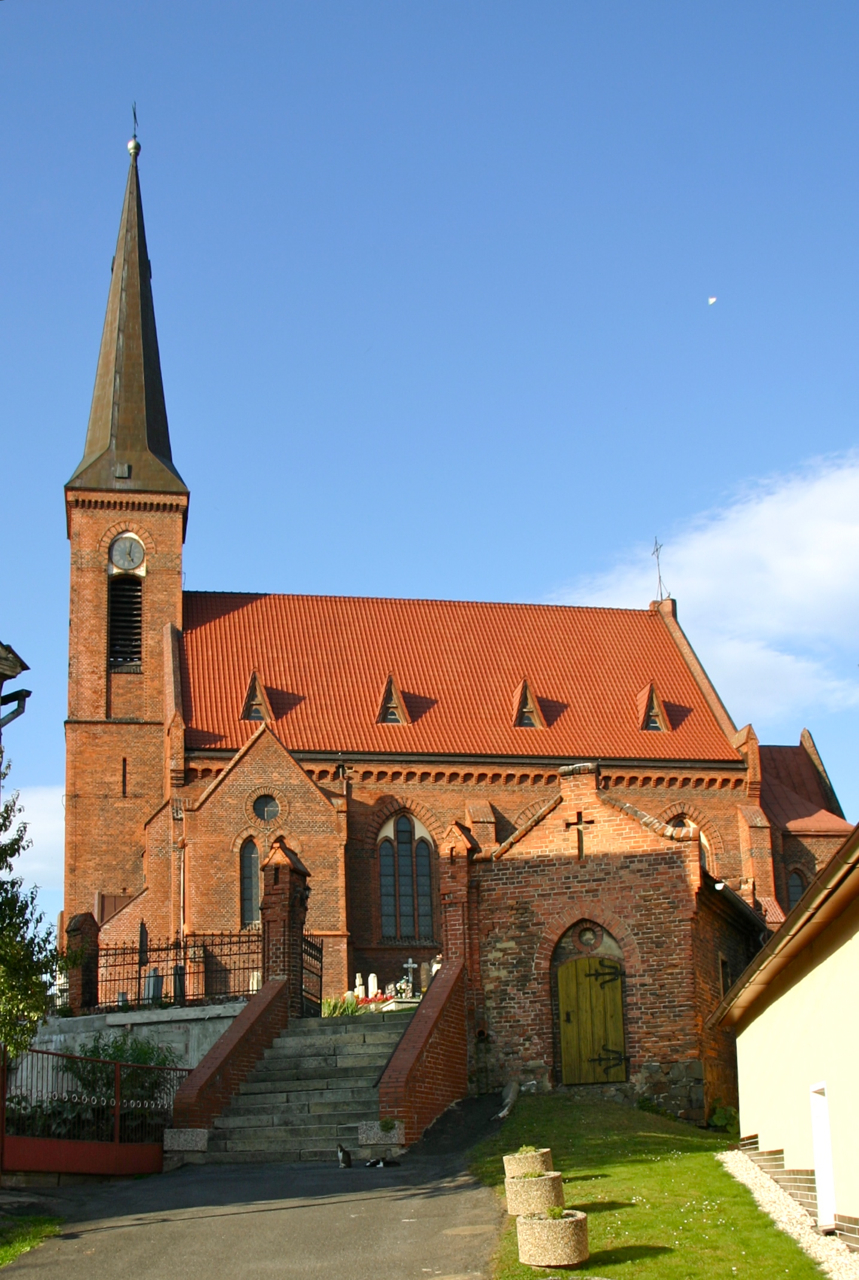
Kościół par. pw. św. Jakuba Starszego
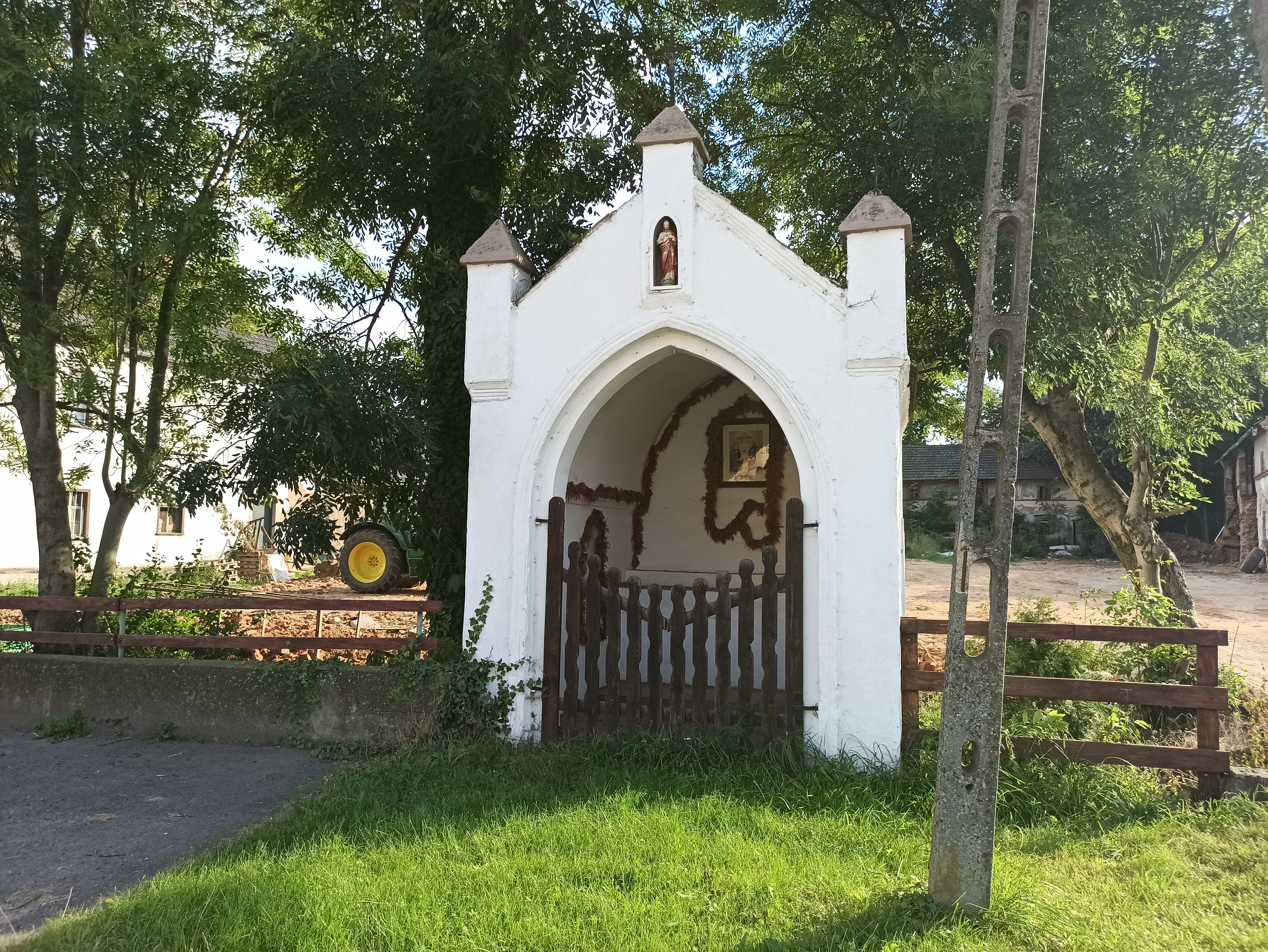
Kapliczka przydrożna przy domu nr 27
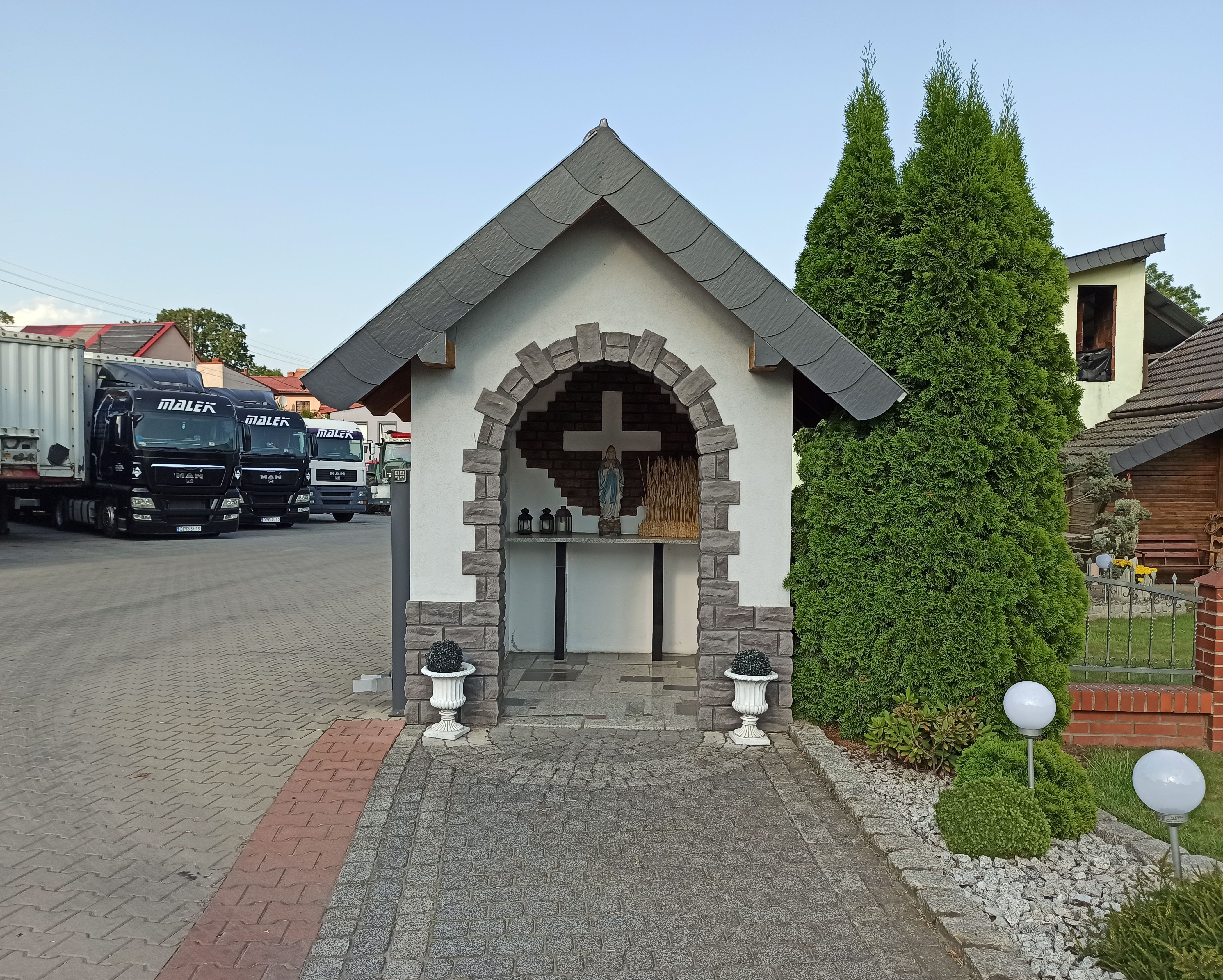
Kapliczka przydrożna przy domu nr 32
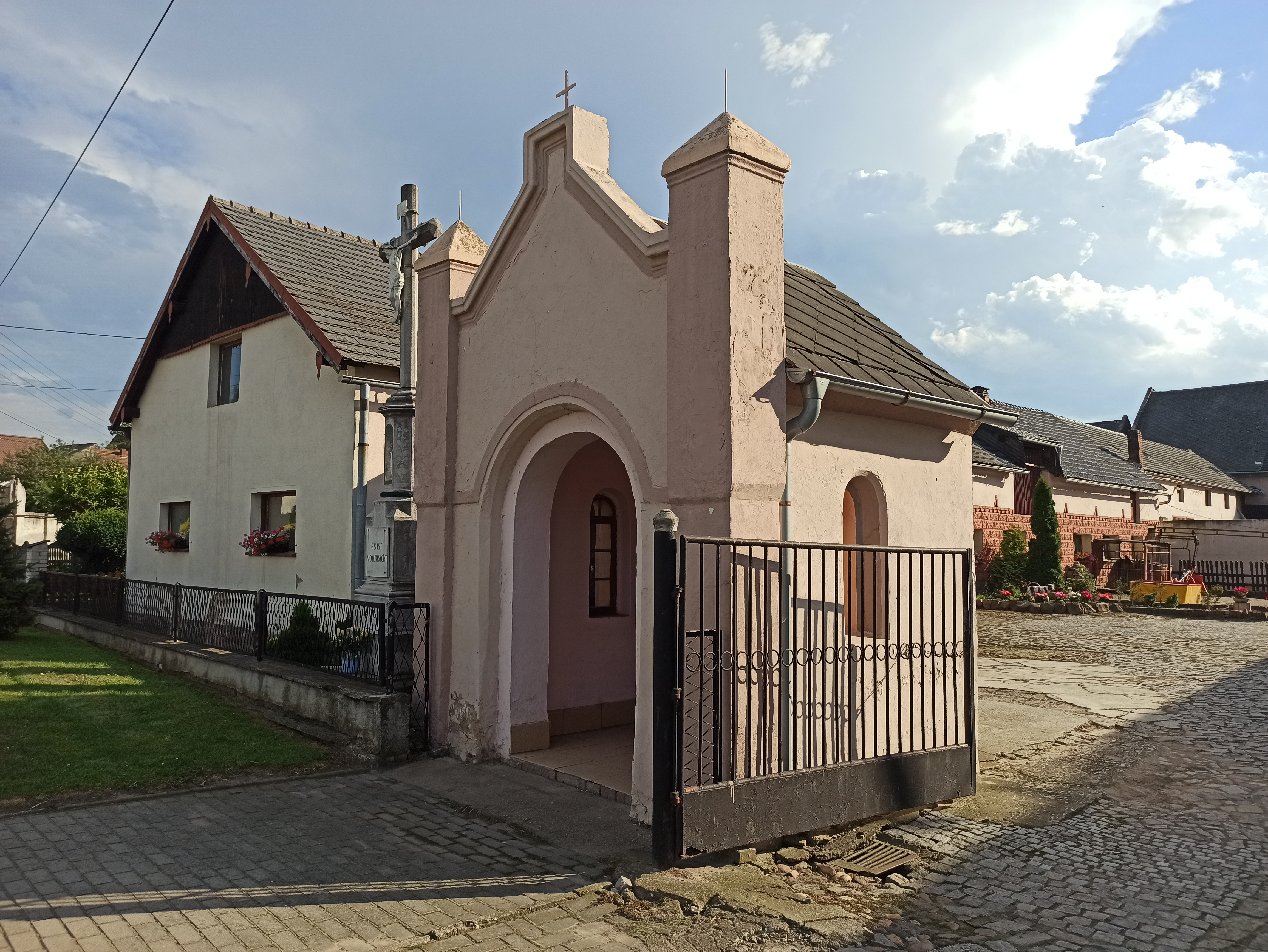
Kapliczka przydrożna przy domu nr 39
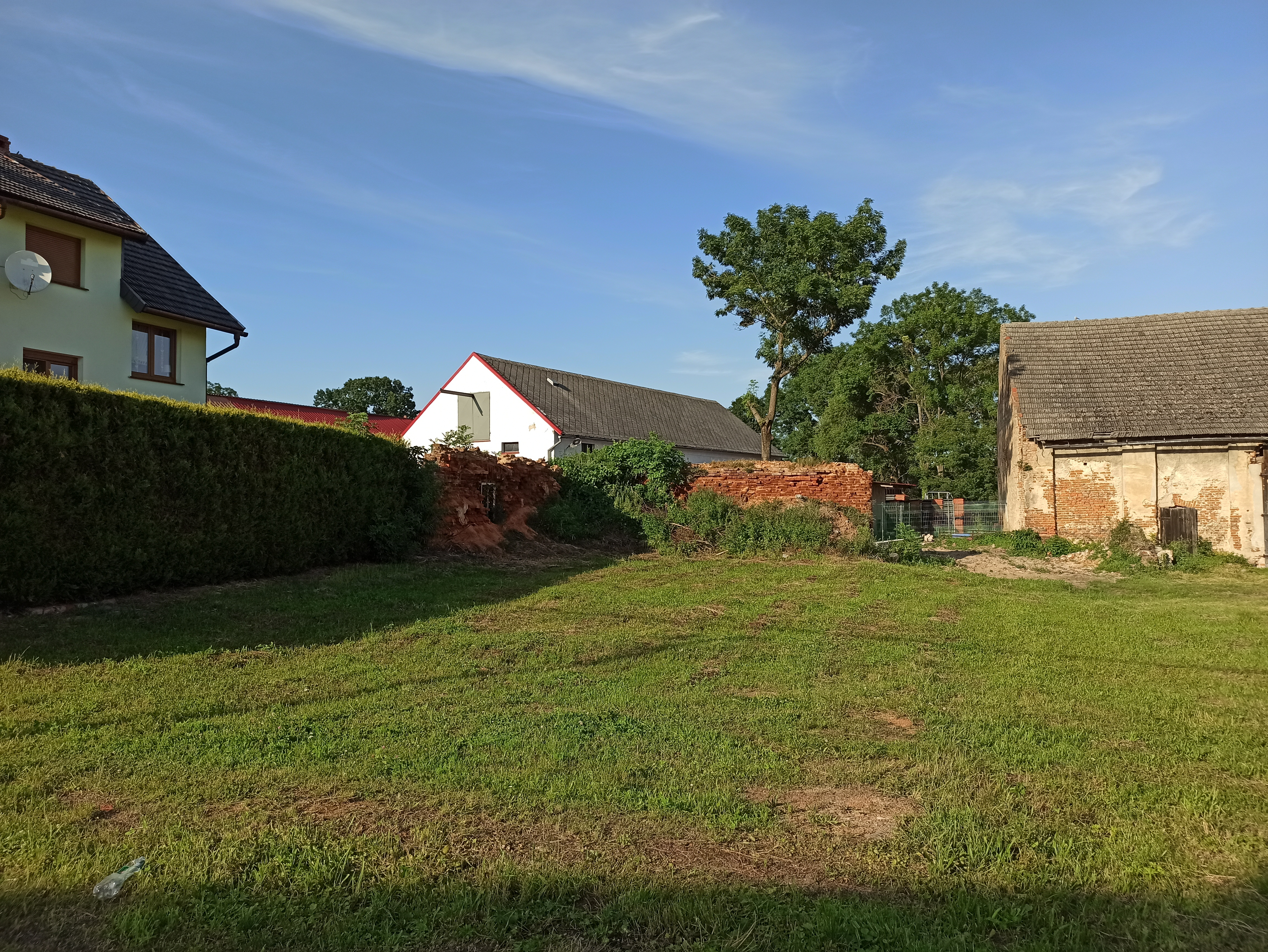
Miejsce po domu nr 36
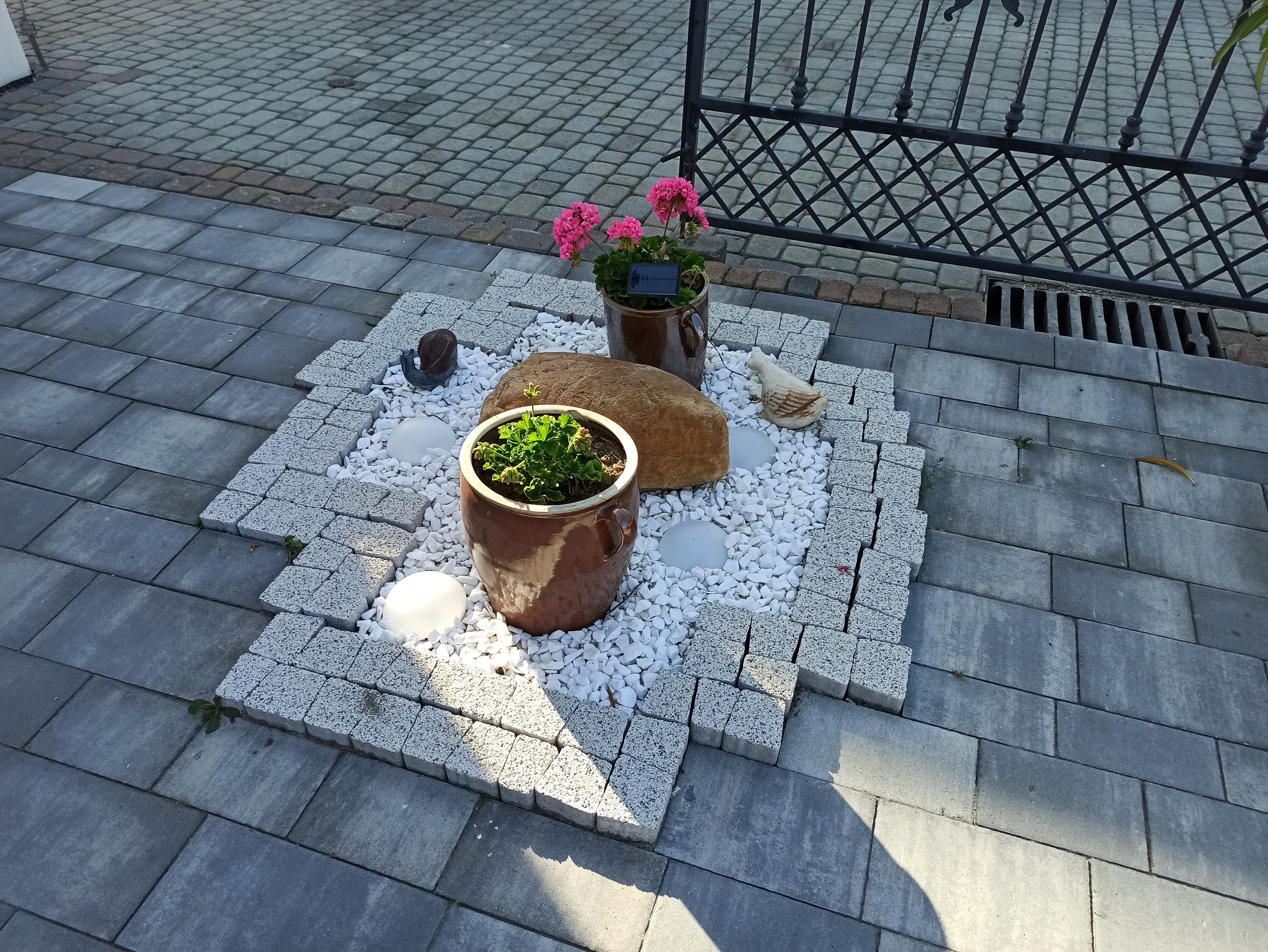
Studnia przy domu nr 13

## Gospodarka

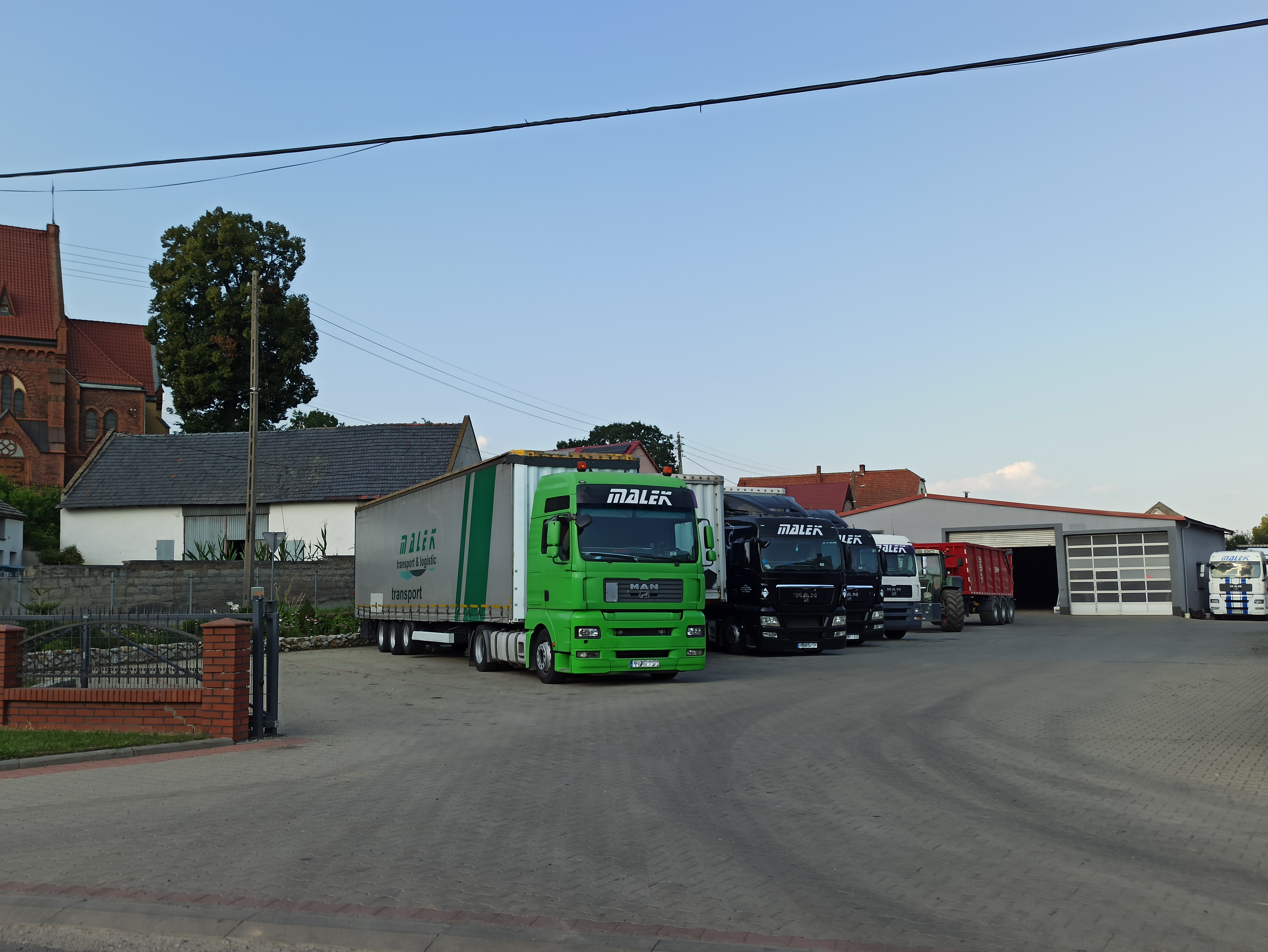
Firma transportowa

Wysoka klasa gleb we wsi sprzyja uprawie polowej oraz hodowli. W Prężynie siedzibę mają firmy Mechanika Maszyn Rolniczych Brehmer Artur, Usługi Budowlane Dapa Bernard, Zakład Murarski Lata Rudolf, Wykonywanie Robót Murarskich i Płytkowanie Marzotko Andrzej, Usługi Remontowo-Budowlane Lata Patryk, Usługi Budowalne Ponsa Krzysztof, Zakład Instalacji Sanitarnych C.O.i Gaz Marzotko Sebastian, zrzeszone w Cechu Rzemieślników i Przedsiębiorców w Prudniku, a także firma świadcząca usługi transportowe.
Prężyna wraz z całą gminą Biała podlega pod inspektorat ZUS w Prudniku.

## Religia
W Prężynie znajduje się katolicki kościół św. Jakuba Apostoła, który jest siedzibą parafii św. Jakuba Apostoła (dekanat Biała). We wsi jest też dwanaście kapliczek i osiem krzyży.

## Transport

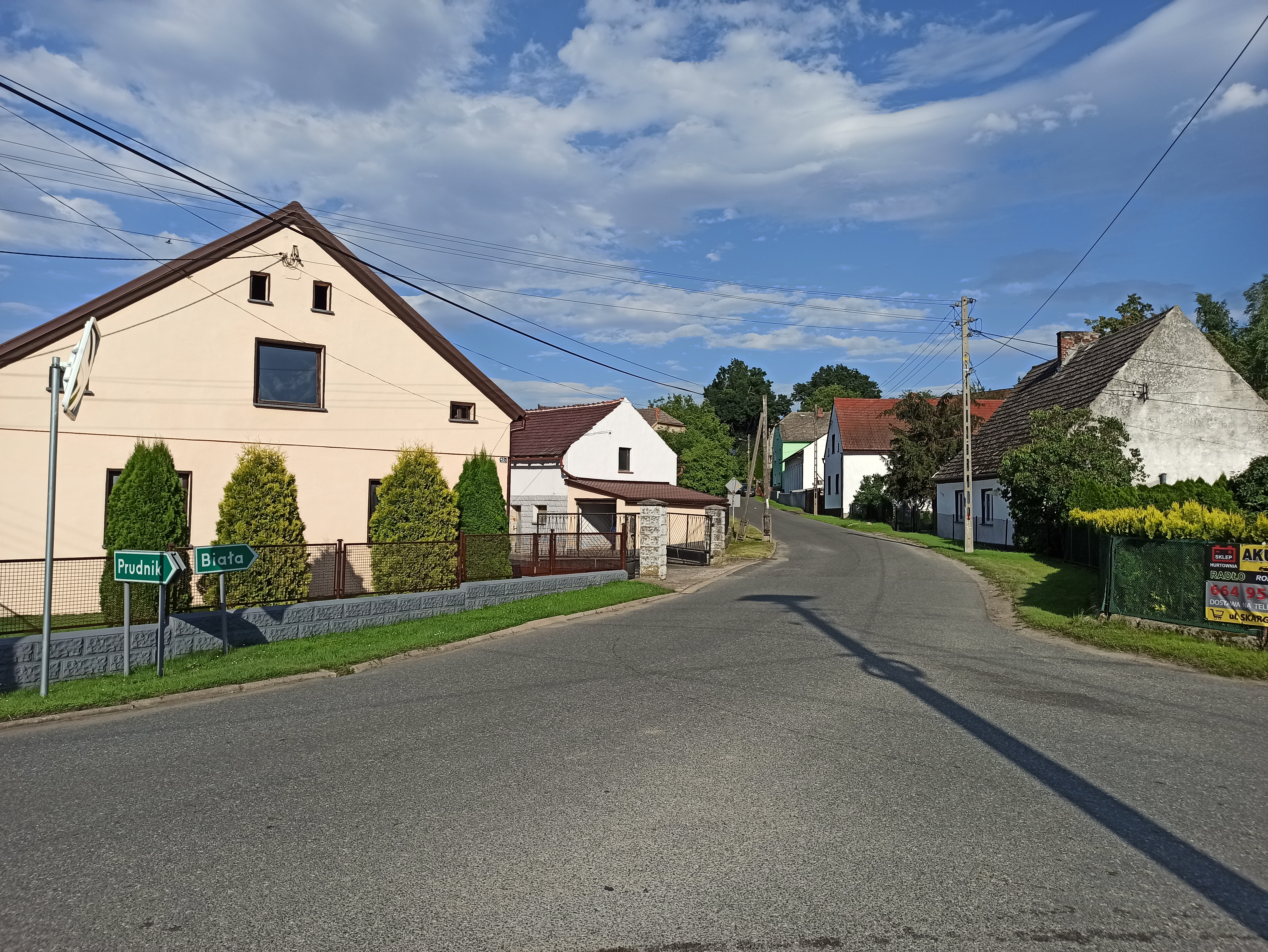
Skrzyżowanie dróg do Prudnika i Białej

W zarządzie Wydziału Drogownictwa Starostwa Powiatowego w Prudniku znajduje się droga powiatowa nr 1614O relacji Prudnik – Prężynka – Prężyna – Biała.
Prężyna posiada połączenia autobusowe z Białą, Głogówkiem, Głuchołazami, Opolem, Prudnikiem. We wsi znajdują się dwa przystanki autobusowe – „Prężyna”, „Skrz.”.
Transport autobusowy w Prężynie obsługiwany był przez PKS Prudnik. W 2004 prudnicki PKS został sprywatyzowany z udziałem Connex Polska. W 2008, w wyniku połączenia spółek PKS Connex Prudnik i PKS Connex Kędzierzyn-Koźle, utworzona została spółka Veolia Transport Opolszczyzna, w 2013 przejęta przez Arriva Bus Transport Polska. W 2019 Arriva wycofała się z Prudnika. Wówczas organizacją przewozów pasażerskich w Prężynie i okolicy zajęły się ościenne PKS-y. W grudniu 2021 powołano Powiatowo-Gminny Związek Transportu „Pogranicze”, mający na celu poprawę jakości transportu.

## Turystyka
Oddział PTTK „Sudetów Wschodnich” w Prudniku ustanowił turystyczną Odznakę Krajoznawczą Ziemi Prudnickiej, którą zdobywa się poprzez zwiedzenie odpowiedniej liczby obiektów w miejscowościach położonych na ziemi prudnickiej, w tym w Prężynie. Przez Prężynę przebiega trasa Kolarskiego Rajdu Dookoła Ziemi Bialskiej, za przejechanie którego PTTK Prudnik przyznaje odznakę.

### Szlaki turystyczne
Przez Prężynę prowadzą szlaki turystyczne:
- Szlakami bociana białego (27 km): Biała – Prężyna – Miłowice – Śmicz – Pleśnica – Grabina – Otoki – Wasiłowice – Biała[68]
- Szlakiem zabytkowych kościołów (9,12 km): Prężyna – Biała – Śmicz – Miłowice – Kolnowice – Otoki – Ligota Bialska – Krobusz – Dębina – Łącznik – Mokra – Żabnik – Gostomia – Solec – Olbrachcice[69]

### Szlaki rowerowe
Przez Prężynę prowadzi szlak rowerowy:
- Trasa rowerowa PTTK nr 263-n: Biała – Wasiłowice – Otoki – Grabina – Kolonia Otocka – Puszyna – Pleśnica – Śmicz – Miłowice – Prężyna – Biała

## Bezpieczeństwo
W zakresie ochrony przeciwpożarowej oraz innych miejscowych zagrożeń w Prężynie działa jednostka Ochotniczej Straży Pożarnej.
Miejscowość jest pod opieką dzielnicowego rejonu służbowego nr 16 Komendy Powiatowej Policji w Prudniku (Posterunek Policji w Białej).
Teren wsi, jak i całej gminy Biała, położony jest w strefie nadgranicznej w związku z czym Straż Graniczna dysponuje, na tym obszarze, specjalnymi kompetencjami w zakresie bezpieczeństwa. Gminę Biała obejmuje zasięgiem służbowym placówka Straży Granicznej w Opolu ze Śląskiego Oddziału SG.